# Jacques Cheminade
Jacques Cheminade (n. 20 august 1941, Buenos Aires, Argentina) este un politician și fost diplomat franco-argentinian. A candidat la alegerile prezidențiale din Franța din 1995 (pentru Fédération pour une nouvelle solidarité, FNS), 2012 și 2017 (de două ori pentru Solidarité et Progrès, SP). Cheminade s-a clasat pe ultimul loc de trei ori dintre toți candidații. Din 29 februarie 1996 este liderul partidului Solidarité et Progrès.
Cheminade a studiat la HEC Paris și ENA. În perioada în care a fost atașat comercial la Ambasada Franței la Washington D.C. (1972–1977), l-a cunoscut pe Lyndon LaRouche, care avea să-i influențeze ideile politice. Cheminade a fost ulterior monitorizat de FBI-ul american.